# Gunnar Isachsen
Gunnerius Ingvald Isachsen (3 octobre 1868 – 19 décembre 1939) était un officier militaire et explorateur scientifique polaire norvégien. En 1923, il est devenu le premier directeur du musée de la marine d'Oslo.

## Biographie
De 1898 à 1902, Isachsen  participe à l'expédition d'Otto Sverdrup dans l'archipel arctique canadien, en tant que topographe. Il cartographie alors de vastes zones encore inconnues du nord du Canada, principalement lors de voyages à traineau à partir du navire de l'expédition, le Fram, comme l'île Ellef Ringnes et l'île King Christian.
De 1929 à 1931, il fait partie de l'expédition du Norvegia qui étudie la Terre du Prince-Olaf.

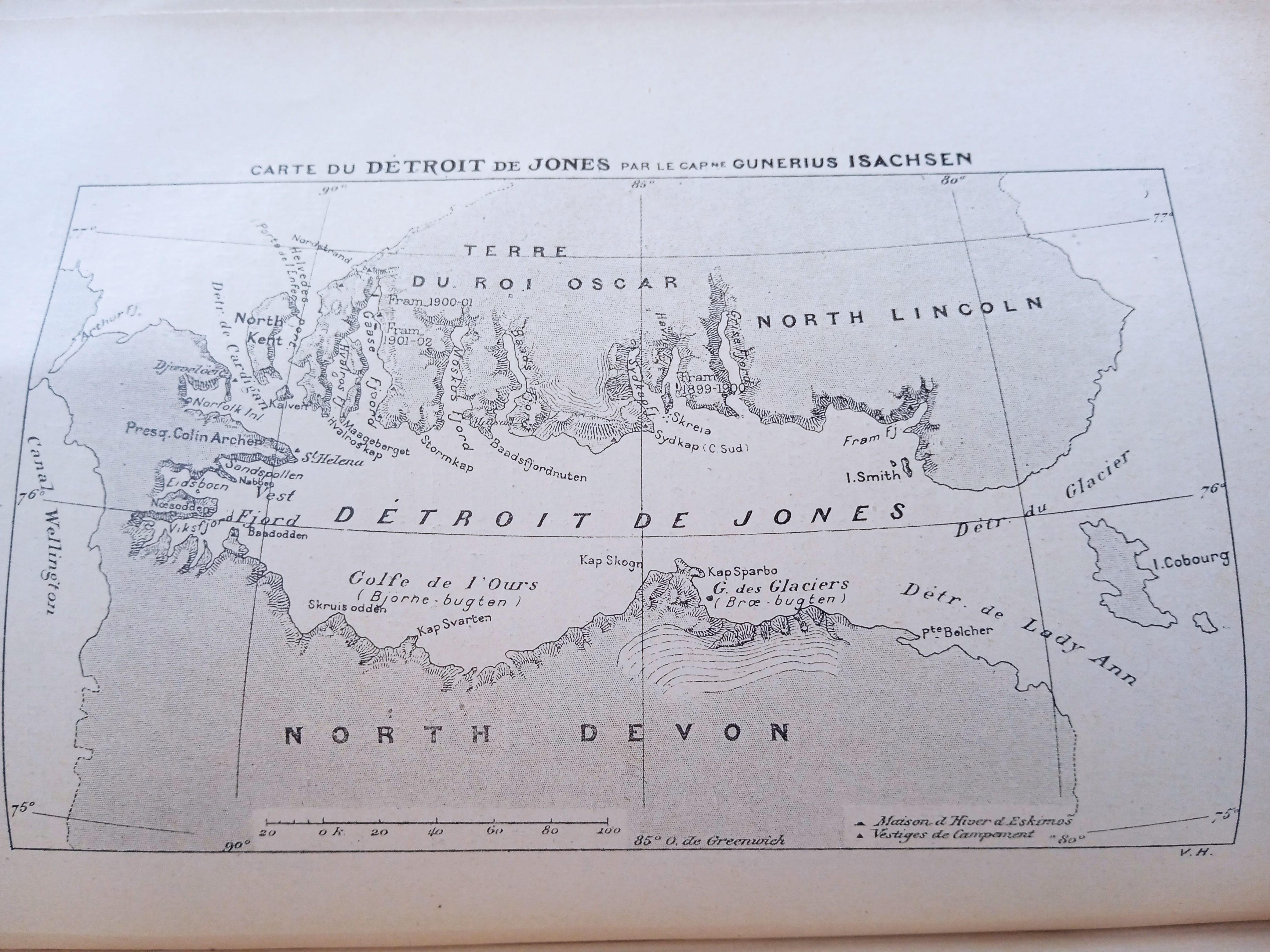
Carte du détroit de Jones par Gunnar Isachsen, publiée dans Quatre Ans dans les glaces du pôle d'Otto Sverdrup, Flammarion, 1903, p. 176.